# 中國—愛沙尼亞關係
中國—愛沙尼亞關係，是指歷史上的中國和愛沙尼亞、以至現在中華人民共和國與爱沙尼亚共和国之間的雙邊關係。

## 歷史
生於1877年、歿於1937年的爱沙尼亚学者钢和泰是一名著名汉学家和东方学家，在中国语言学和藏學等領域均有所研究，在中外文化和学术交流中扮演极其重要的角色。钢和泰在20世纪初發現了清朝宫廷御用的图像学著作《诸佛菩萨圣像赞》，又曾在北京大学和燕京大學執教，與胡適有交情:539，亦曾與陳寅恪交流切磋:107。
1937年12月21日，愛沙尼亞與中華民國建立公使級的外交關係。
1940年8月，蘇聯吞併愛沙尼亞，中愛關係中止。1991年8月20日，愛沙尼亞宣布脱离苏联独立。其後，隨着蘇聯國務委員會承認波羅的海國家的獨立，中華人民共和國政府亦承認愛沙尼亞為主權國家，並與其建交:148。中華人民共和國於1992年在愛沙尼亞设立大使馆，並在翌年遣使到該國；愛沙尼亞于1997年在華设大使馆，在2002年首度向中国派驻大使。
第十四世達賴喇嘛曾於1991年到訪爱沙尼亚。2011年8月，達賴再次訪問愛沙尼亞，並與愛沙尼亞總統托馬斯·亨德里克·伊爾韋斯非正式會面。伊爾韋斯表示，西藏的宗教和文化是獨一無二的，為後代維護它們是這個時代重大的人文責任之一。中國外交部召見愛沙尼亞駐華大使，要求他就達賴訪問當地給予解釋。中華人民共和國政府又對此表示抗议，批評爱沙尼亚接受達賴訪問是干涉中国内政，损害了兩國关系；其後，中華人民共和國拒绝向參與接待达赖喇嘛的爱沙尼亚學者和官员发放签证。
2014年9月，中國外交部副部長王超會見愛沙尼亞駐華大使托马斯·罗克。罗克在會晤時表示中國與愛沙尼亞之間的雙邊關係近年來受到挫折，又指愛沙尼亞承認西藏是中國的一部分，不會支持西藏独立；中華人民共和國對愛沙尼亞在西藏問題上的取態表示肯定，並指出中方重視發展兩國關係。
尽管如此，2021年2月，愛沙尼亞國安部門將中國列入國家威脅評估報告中，當中指出全球對中國科技的仰賴與日俱增，指中國在多方面期望扮演主要角色，又表示中國的明確目標是要求全世界依賴中國技術，會為全世界造成重要安全威脅。中國则對此表示強烈不滿和反對，並表示中國堅定走和平發展道路，始終努力推動中愛關係健康穩定發展，無意也無興趣威脅任何國家。一个月后的3月21日，爱沙尼亚海洋科学家塔莫·库特斯即因为中华人民共和国从事间谍活动而被判刑3年。
同年4月15日，愛沙尼亞最大報紙《晚报》在廣告版使用整版篇幅刊載了中國駐愛沙尼亞大使李超有關新疆議題的宣傳文章。文章刊載後立刻在愛沙尼亞社會引發關注。《晚報》主編什木托夫當天就出面為刊載中國宣傳文章代表報紙向公眾道歉。而新任爱沙尼亚总理卡婭·卡拉斯则呼籲愛沙尼亞應對中國採取更加強硬的立場，並拒絕中國出席中国－中东欧国家合作的視訊會議的邀請。
2022年1月，中爱两国外长进行视频视频会晤，2022年8月，愛沙尼亞与拉脱维亚一同宣布退出中国－中东欧国家合作。2023年，因中國駐法大使盧沙野在接受法國電視一台新聞台时，宣稱包括爱沙尼亚在内的前蘇聯國家“主權未定”，愛沙尼亞外長对此向中國提出正式抗議，并召见中国驻爱沙尼亚大使。

## 經貿關係
- 中國出口到愛沙尼亞的产品（2012年）[24]
- 愛沙尼亞出口到中國的产品（2012年）[25]

2013年1至6月，中國與愛沙尼亞的双边贸易總额為4.7亿美元，比去年同期增长14%。其中，中國进口自愛沙尼亞的總額約為0.65亿美元，愛沙尼亞进口自中國的總額則是4.1亿美元；愛沙尼亞贸易逆差3.4亿美元，比去年同期增长約30%。截至2013年中旬，中国是爱沙尼亚第八大的进口来源地。中國出口到愛沙尼亞、以及愛沙尼亞出口到中國的首要商品均為机电产品。
2016年，爱沙尼亚海关与威视华沙签署5套大型集装箱X射线检查设备供货合同，其中一套火车项目设备安装地点位于爱沙尼亚东北边境城市纳尔瓦，主要用于检测爱沙尼亚与俄罗斯边境往来货物。2017年底中国驻爱使馆吴岩参赞到访现场，慰问了在此工作的中国员工。
在一带一路倡议下，中国和爱沙尼亚在约旦进行了油页岩发电项目方面的合作。2018年吴岩参赞详细听取了关于爱沙尼亚南部泵水储能发电项目的介绍。
| 年份   | 中国向爱沙尼亚出口 | 中国自爱沙尼亚进口 | 贸易总额 | 中国贸易顺差 |
| ------ | ------------------ | ------------------ | -------- | ------------ |
| 2015年 | 95349万            | 23496万            | 118845万 | 71852万      |
| 2016年 | 96357万            | 21168万            | 117525万 | 75189万      |
| 2017年 | 100687万           | 26035万            | 126722万 | 74651万      |
| 2018年 | 103154万           | 24536万            | 127690万 | 78617万      |
| 2019年 | 92235万            | 29875万            | 122110万 | 62360万      |
| 2020年 | 86408万            | 28139万            | 114547万 | 58269万      |

## 文化關係
時任中国共产党中央政治局常委的李长春在出訪愛沙尼亞時曾指，文化交流對中國與愛沙尼亞的雙邊關係有著重大的意义。1993年，中華人民共和國與愛沙尼亞共和國早前签订的教科文合作协定生效；此後，两国均有大量的艺术家訪問對方国家，並在對方国家舉辦展覽。愛沙尼亞的塔林大學孔子学院設於2010年9月，是第一所設於波羅的海國家的孔子学院。中国是爱沙尼亚繼歐盟、美國、俄羅斯後的第四大留學生來源，不少中国留学生就讀爱沙尼亚的大学，亦有爱沙尼亚學生在華求学。自1994年，中國政府開始提供助学金，資助爱沙尼亚學生赴華學習汉語；北京外國語大學在2010年首次有導師教授愛沙尼亞語。

## 軍事關係
中国人民解放军自2001年派出代表团参加在爱沙尼亚舉行的軍事偵察竞赛「爱尔纳突击」，总成绩曾在2002年排名首位。
2000年，時任中國人民解放軍總參謀部副总参谋长张黎到爱沙尼亚進行访问，並會晤愛沙尼亞国防部长和愛沙尼亞武裝力量总司令。

## 外部連結
- 中华人民共和国驻爱沙尼亚共和国大使馆官方网站（简体中文）（英文）
  - 中华人民共和国驻爱沙尼亚共和国大使馆经济商务处官方网站（简体中文）
- 爱沙尼亚驻华大使馆官方網站（简体中文）（英文）（文）
- 塔林大學孔子學院網站（英文）